# Мюллер, Иоганн Эдуард

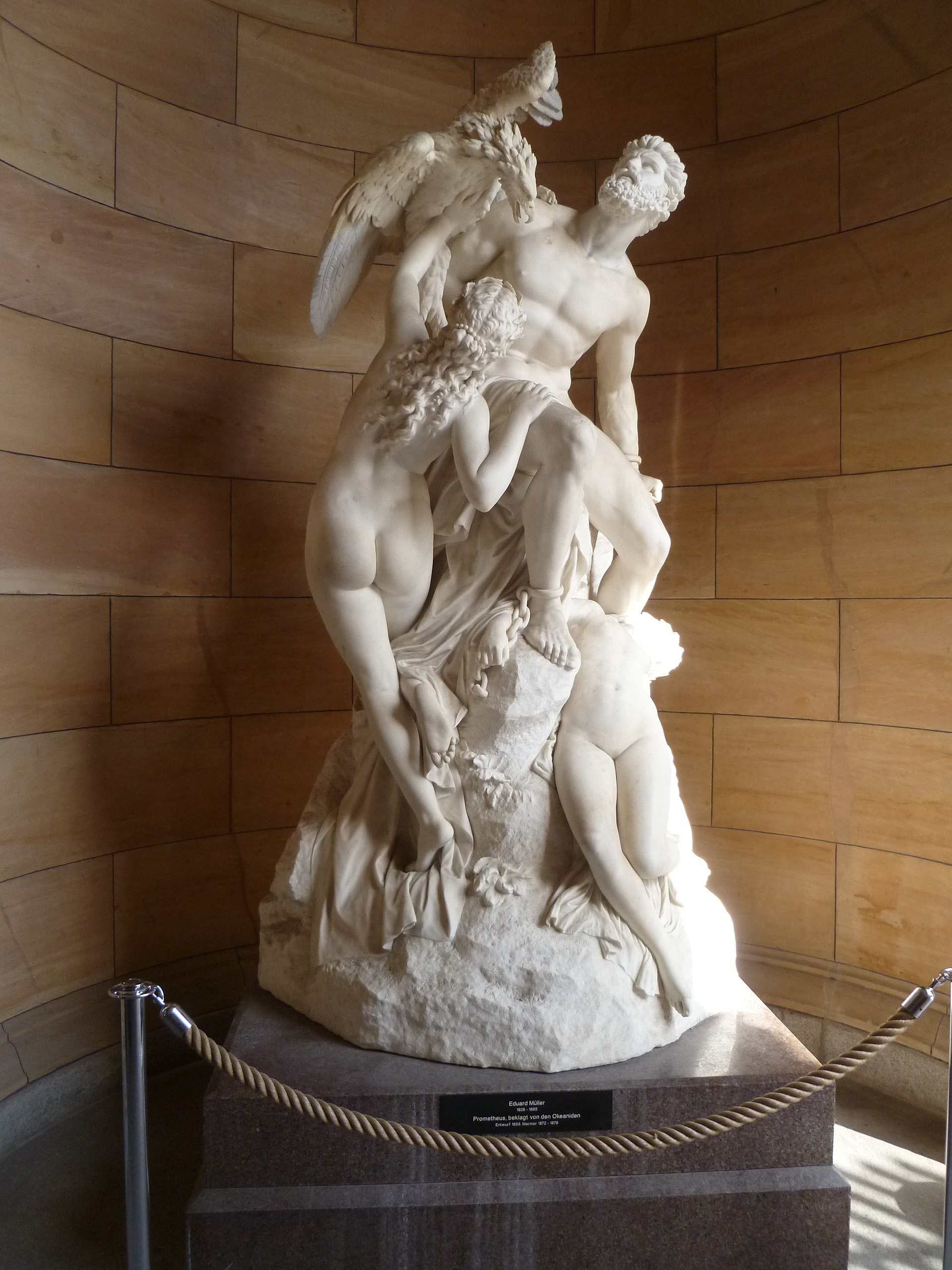
Прометей и океаниды. Старая национальная галерея. Берлин

Иоганн Эдуард Мюллер (нем. Eduard Müller; 9 августа 1828, Хильдбургхаузен — 29 декабря 1895, Рим) — немецкий скульптор. Его брат-близнец Густав нем. Gustav Adolf Müller (Maler)) стал художником.
Учился в Антверпене у Йозефа Гефса. С 1857 года проживал в Риме и выполнил там ряд идеальных статуй и групп, отличавшихся прекрасной композицией, необыкновенной жизненностью и мастерской техникой, каковы, напр.: «Сатир с трагической маской» (1870), «Испуганная нимфа», «Ева с детьми» (1877) и колоссальная мраморная группа «Прометей и Океаниды», считающаяся лучшей из всех произведений этого художника (1874—1879); находится в берлинской Старой национальной галерее).